# Mauro Maur
Mauro Maur (* 8. srpna 1958 Trieste, Itálie) je italský muzikant a skladatel.

## Vybraná diskografie
- 2003: Concerto per Alberto, omaggio all’arte di Piero Piccioni
- 1996: Mauro Maur e i suoi Solisti: musiche da Ennio Morricone e Nino Rota Sony Columbia #COL 485352-2
- 1994: Una Tromba in scena Mauro Maur Iktius Milano #C009P
- 1993: La Tromba Classica Contemporanea : musiche da Ennio Morricone, Flavio Emilio Scogna, Lucia Ronchetti, Aldo Clementi, Fabrizio De Rossi Re, Sylvano Bussotti, Mikis Theodorakis, Roman Vlad, James Dashow BMG #74321-16825-2
- 1993: Torelli: Concerti, Sinfonie e sonate per tromba, archi e basso continuo RS-Darpro #6367-07
- 1993: L’Orchestra Classica Contemporanea BMG #74321-17516-2